# Сент-Арай (Жер)
Сент-Ара́й (фр. Saint-Arailles) — коммуна во Франции, находится в регионе Юг — Пиренеи. Департамент — Жер. Входит в состав кантона Вик-Фезансак. Округ коммуны — Ош.
Код INSEE коммуны — 32360.

## География
Коммуна расположена приблизительно в 610 км к югу от Парижа, в 90 км западнее Тулузы, в 19 км к западу от Оша.
По территории коммуны протекает река Ос.

## Климат
Климат умеренно-океанический. Лето жаркое и немного дождливое, температура часто превышает 35 °С. Зимой часто бывает отрицательная температура и ночные заморозки. Годовое количество осадков — 700—900 мм.

## Население
Население коммуны на 2010 год составляло 144 человека.
| 1962 | 1968 | 1975 | 1982 | 1990 | 1999 | 2010 |
| ---- | ---- | ---- | ---- | ---- | ---- | ---- |
| 150  | 154  | 139  | 136  | 133  | 116  | 144  |

## Администрация
| Период | Период | Фамилия         | Партия | Примечания |
| ------ | ------ | --------------- | ------ | ---------- |
| 1945   | 1953   | Андре Массартик |        |            |
| 1953   | 1959   | Норбер Лапорт   |        |            |
| 1959   | 1971   | Пьер Массартик  |        |            |
| 1971   | 2001   | Жан-Луи Лапорт  |        |            |
| 2001   | 2020   | Бернар Лапорт   |        |            |

## Экономика
В 2010 году среди 91 человека трудоспособного возраста (15-64 лет) 63 были экономически активными, 28 — неактивными (показатель активности — 69,2 %, в 1999 году было 68,1 %). Из 63 активных жителей работали 56 человек (28 мужчин и 28 женщин), безработных было 7 (2 мужчин и 5 женщин). Среди 28 неактивных 8 человек были учениками или студентами, 11 — пенсионерами, 9 были неактивными по другим причинам.

## Достопримечательности
- Часовня Нотр-Дам на кладбище (XV век). Исторический памятник с 1943 года[4]
- Церковь Св. Варфоломея (XIX век)

## Фотогалерея

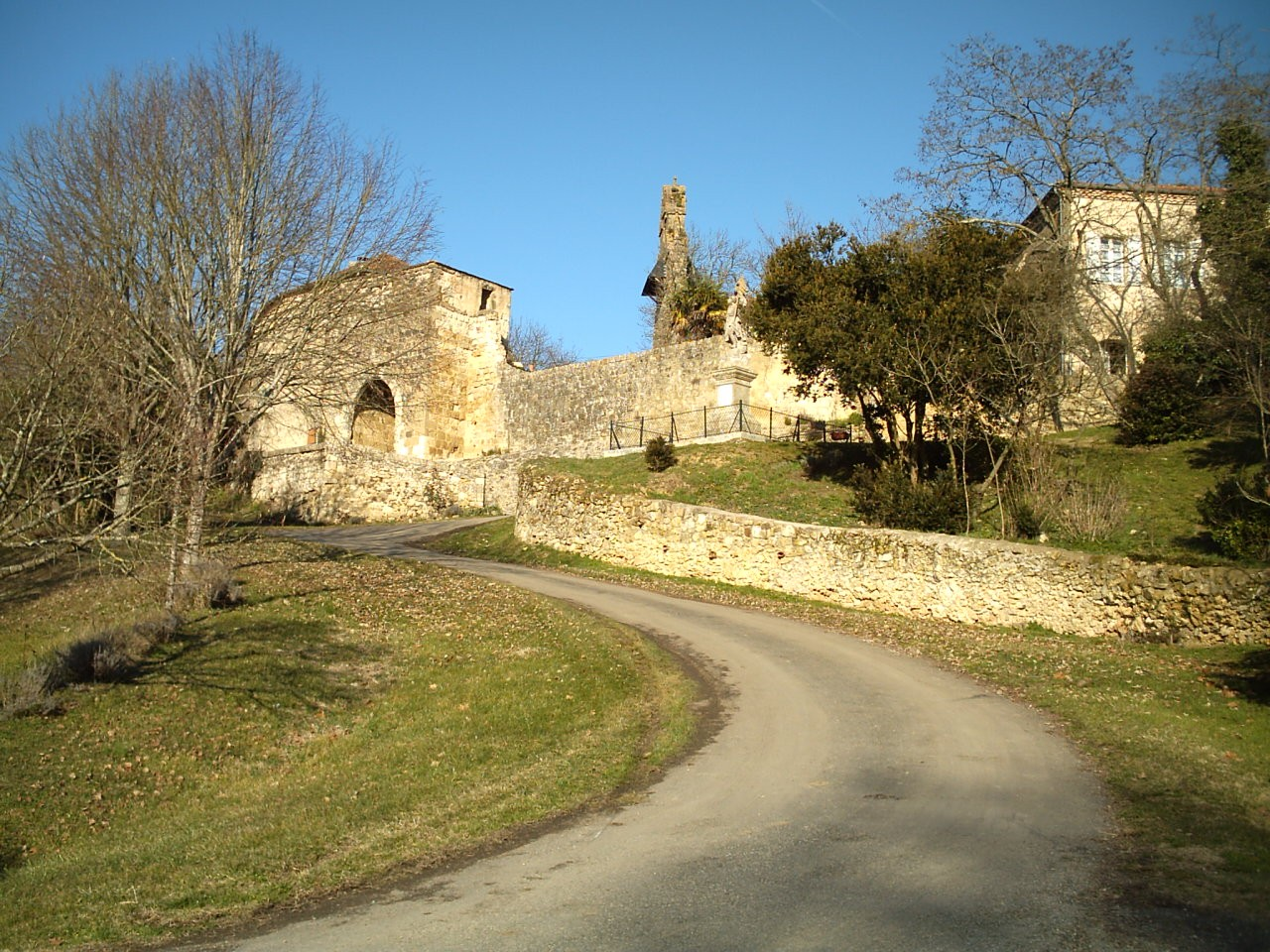
Западные ворота
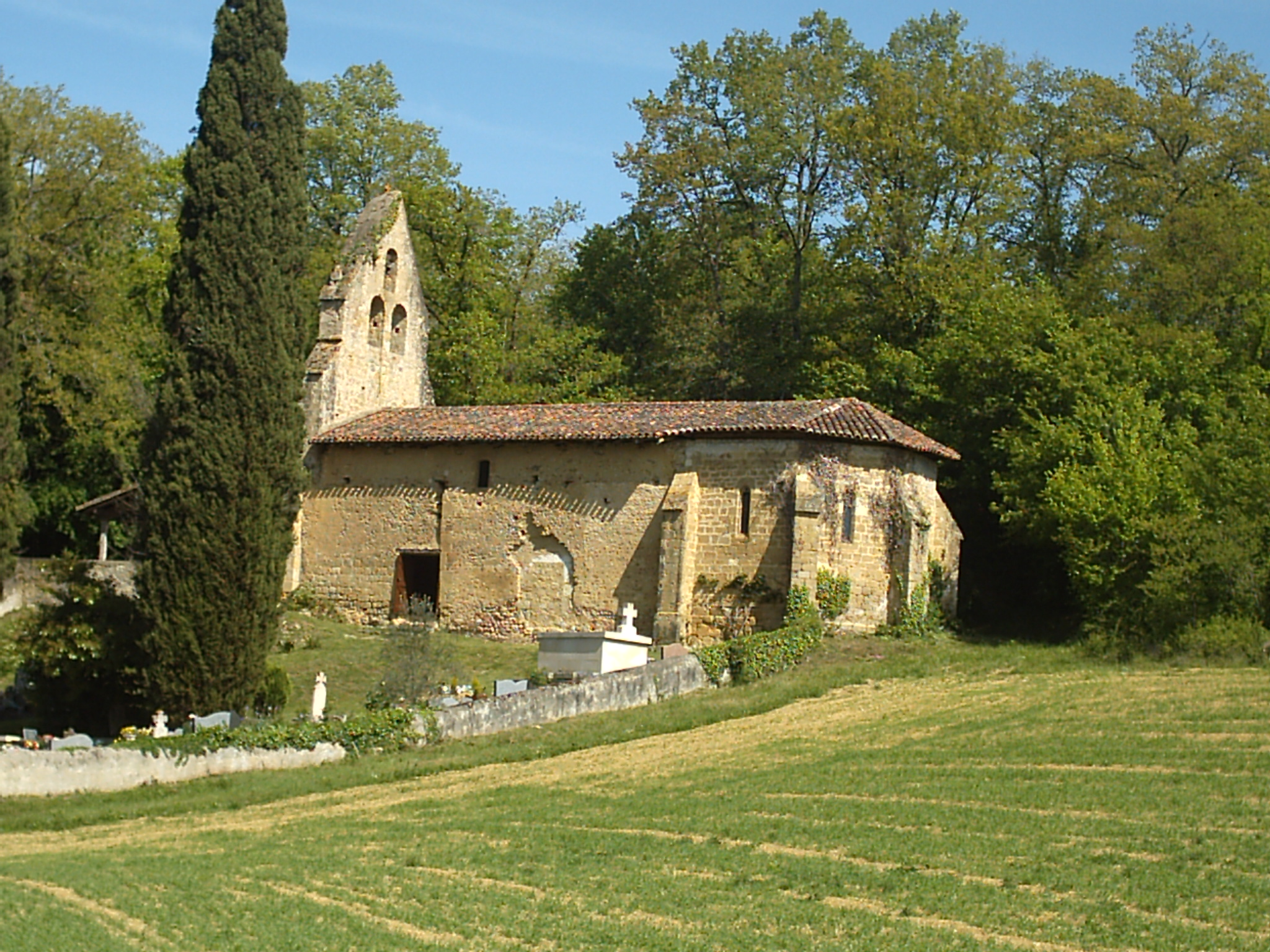
Часовня Нотр-Дам
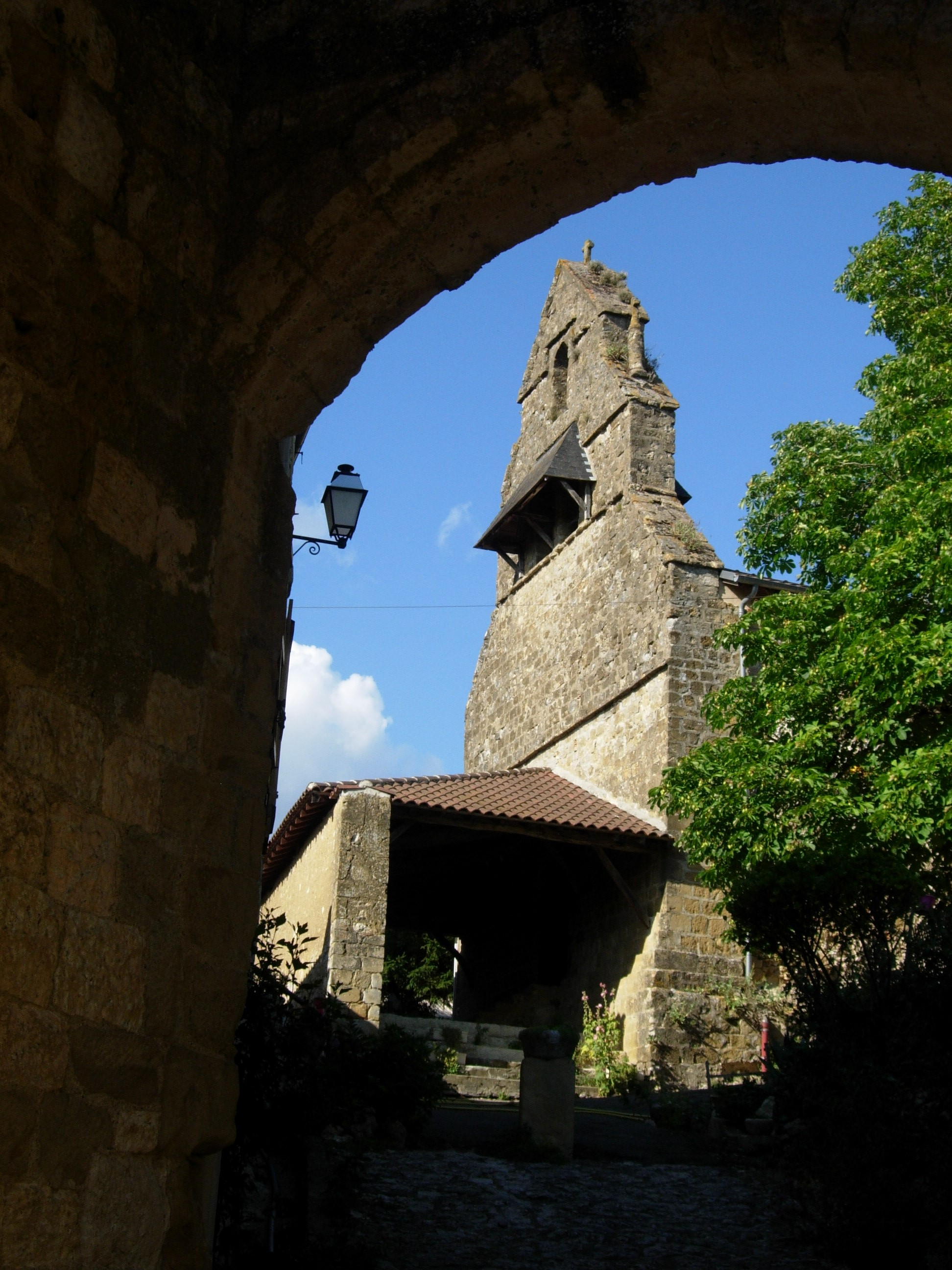
Церковь Св. Варфоломея
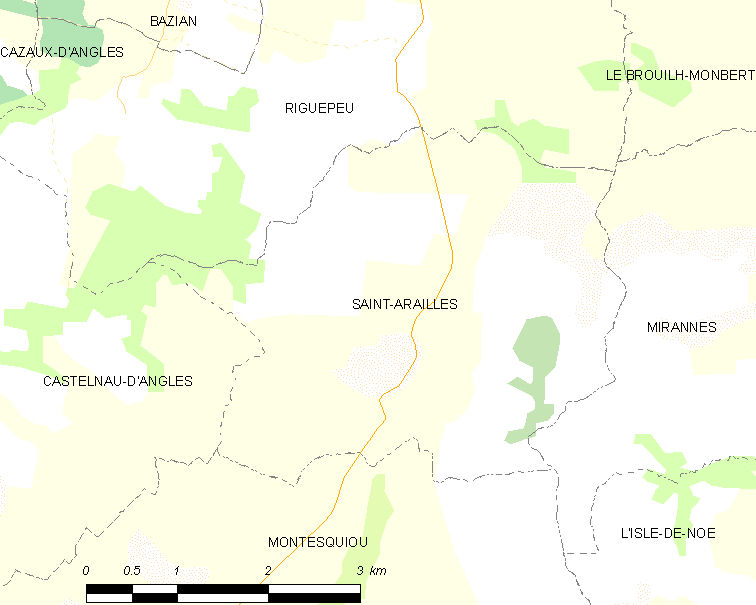
Карта коммуны